# Re matto
| Recensione      | Giudizio |
| --------------- | -------- |
| Musica e dischi |          |

Re matto è il secondo EP del cantante italiano Marco Mengoni pubblicato il 19 febbraio 2010 dalla Sony Music. Lo stesso contiene il brano Credimi ancora, terzo classificato al Festival di Sanremo 2010.

## Descrizione
Uscito a distanza di due mesi dal precedente EP, Dove si vola, Marco Mengoni figura tra gli autori di quasi tutti i brani inediti dell'album ed è anche curatore di gran parte delle musiche e degli arrangiamenti. Come dichiarato dallo stesso Mengoni, il disco contiene brani con molteplici stili ed influenze: dal pop rock del singolo sanremese Credimi ancora, passando per atmosfere R&B ed arrivando alla melodia di ballate come In un giorno qualunque: questa eterogeneità è dovuta alla volontà del cantante di non focalizzarsi su un unico stile e di lasciarsi aperte diverse strade espressive. Alcune tracce dell'album sono state accostate al sound dei Negramaro, mentre per il brano Questa notte Marco Mengoni ha dichiarato di essersi ispirato al cantautore italo-scozzese Paolo Nutini. Su iTunes l'album contiene anche una traccia bonus: la cover live del brano di Eric Clapton Tears in Heaven.

### Il titolo
Marco Mengoni ha dichiarato che il titolo dell'EP fa riferimento ad un'immagine creatasi nella mente del cantante dopo il raggiungimento della notorietà, grazie alla vittoria della terza edizione del talent show X Factor: «D'improvviso parecchia gente mi ha piazzato su di un piedistallo, o uno di quei troni dorati medioevali. È facile, quasi automatico sentirsi un re: poi però torni a casa, incroci il primo specchio, ti ci guardi dentro e vedi la verità, cioè un ragazzo assolutamente normale, con gli stessi pregi e difetti di prima».
Durante un'intervista al quotidiano Corriere della Sera, Mengoni ha anche spiegato le ragioni della scelta dell'aggettivo matto, affermando di averlo inserito nel titolo dell'EP con la convinzione e la speranza che possa essere la parola che lo accompagnerà per tutta la vita, «perché da che mondo è mondo i pazzi sono gli esseri più liberi della Terra».

## Promozione

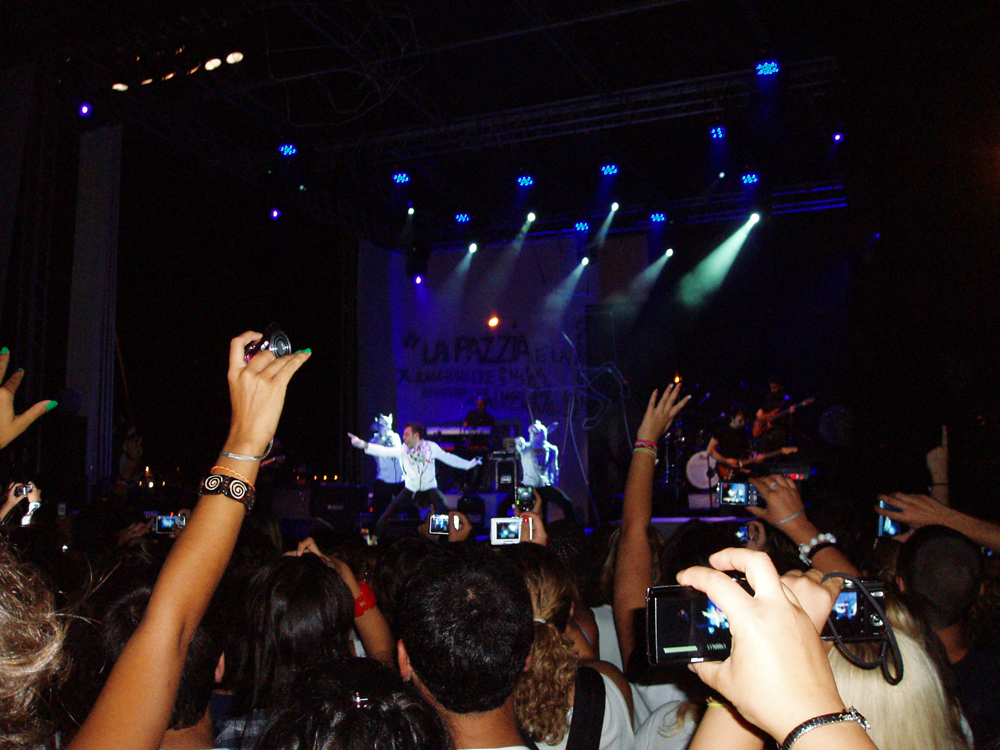
Marco Mengoni durante la tappa a San Benedetto del Tronto del Re matto tour

L'uscita dell'EP è stata anticipata dal singolo Credimi ancora, pubblicato il 17 febbraio 2010 e presentato da Mengoni dal vivo in occasione del Festival di Sanremo 2010. Re matto è stato commercializzato in edizione CD e download digitale dalla Sony Music a partire dal 19 febbraio. Il 7 maggio del medesimo anno è entrato in rotazione radiofonica il secondo singolo Stanco (Deeper Inside), pubblicato anche per il download digitale sia in versione tradizionale sia in una versione remixata e denominata Mystify Noise Remix. Così come accaduto ad altri brani in uscita negli stessi giorni, il singolo viene bloccato dalle radio: questa decisione è dovuta ad una protesta delle emittenti radiofoniche, in relazione a tensioni di carattere economico tra le radio stesse ed il Consorzio Fonografici SCF.
Il 25 maggio 2010 viene pubblicato il cofanetto Re matto Platinum Edition, che riunisce gli EP Dove si vola (CD1) e Re matto (CD2).
Il 3 maggio 2010 è partito il Re matto tour, ideato dallo stesso Mengoni in collaborazione con Stella Fabiani e Luca Tommassini, al quale è stata affidata anche la regia. Il tour si è aperto con un doppio sold-out presso l'Alcatraz di Milano e si è concluso sempre a Milano l'11 settembre al PalaSharp. Il 31 dicembre si è inoltre svolta una data speciale a Napoli, presso Piazza del Plebiscito.
Il 1º ottobre 2010 Mengoni ha pubblicato come ultimo singolo In un giorno qualunque, presentata in versione rimasterizzata ed inserita nel suo primo album dal vivo Re matto live.

## Tracce
1. Credimi ancora – 3:28 (testo: Marco Mengoni, Stella Fabiani – musica: Piero Calabrese, Massimo Calabrese)
2. Questa notte – 3:21 (testo: Marco Mengoni, Piero Calabrese – musica: Piero Calabrese, Stefano Calabrese, Massimo Calabrese)
3. Stanco (Deeper Inside) – 4:06 (testo: Stella Fabiani, Piero Calabrese – musica: Marco Mengoni, Piero Calabrese, Stefano Calabrese, Massimo Calabrese) – Titolo originale accreditato in Siae: Stanco
4. In un giorno qualunque – 3:43 (testo: Marco Mengoni, Piero Calabrese – musica: Piero Calabrese)
5. Fino a ieri – 3:23 (Marco Mengoni, Antongiulio Frulio, Ernesto Leveque, Massimo Calabrese, Piero Calabrese[19])
6. In viaggio verso me – 2:50 (testo: Marco Mengoni, Piero Calabrese – musica: Piero Calabrese, Massimo Calabrese)
7. La guerra – 3:25 (Marco Mengoni, Piero Calabrese, Massimo Calabrese)

Tracce bonus nella versione di iTunes
1. Tears in Heaven (Live) – 4:45 (Eric Clapton, Will Jennings)
2. Stanco (Deeper Inside) (Mystify Noise Remix) – 4:27 (testo: Stella Fabiani, Piero Calabrese – musica: Marco Mengoni, Piero Calabrese, Stefano Calabrese, Massimo Calabrese)

## Formazione
La produzione del disco è affidata a Cantieri Musicali (già produttori di Giorgia e Alex Baroni). Alla registrazione partecipa l'orchestra Edodea Ensemble di Edoardo De Angelis.
- Marco Mengoni – voce, cori in Fino a ieri
- Fabio Gurian – scrittura e direzione archi in Credimi ancora e In un giorno qualunque
- Piero Calabrese – tastiera, programmazione Pro Tools
- Massimo Calabrese – basso (tutti i brani tranne In viaggio verso me)
- Stefano Calabrese – chitarra elettrica (eccetto in Fino a ieri); chitarra acustica in Questa notte
- Alessandro Canini – batteria
- Roberto Procaccini – pianoforte, tastiera, programmazione aggiuntiva (in Credimi ancora, Stanco e Fino a ieri)
- Peter Cornacchia – chitarra elettrica (in Questa notte, Fino a ieri e La guerra), chitarra acustica (In viaggio verso me), chitarra classica (In viaggio verso me)
- Marco Rinalduzzi – chitarra acustica 6 e 12 corde
- Davide Colomba – cori (in Fino a ieri)
- Giovanni Pallotti – basso (in In viaggio verso me)
- Chris Cags – radio speaker (in La guerra)
- Andrea Secchi – intro radio editing concept (in La guerra)

## Successo commerciale
L'EP ha raggiunto la prima posizione nella Classifica FIMI Album, mantenendola per 4 settimane consecutive. Successivamente arriva ad essere certificato triplo disco di platino per le oltre 180 000 copie vendute, risultando essere inoltre il sesto album più venduto in Italia nel primo semestre del 2010 ed il nono nel corso dell'intero anno, secondo le classifiche annuali stilate sempre da Federazione Industria Musicale Italiana.
Per quanto riguarda le certificazioni, le copie di Re matto live, primo album dal vivo del cantante, vengono conteggiate in modo unitario con Re matto.

## Classifiche

### Classifiche settimanali
| Classifica (2010) | Posizione massima |
| ----------------- | ----------------- |
| Italia            | 1                 |

### Classifiche di fine anno
| Classifica (2010) | Posizione |
| ----------------- | --------- |
| Italia            | 9         |
| Classifica (2011) | Posizione |
| Italia            | 59        |